# 스페셜 V
《스페셜 V》는 KBS N sports에서 방송되는 배구 매거진 프로그램이다. 2007년 1월 12일에 첫 방송 되었으며, V-리그 시즌 기간(10월–3월)에 방송이 된다.

## 출연

### 진행
- 김세진 : 1~3대 MC
- 한영 : 1대 MC
- 박영린 : 2대 MC
- 공현주 : 3대 MC
- 이호근 : 4대MC
- 조진혁 / 조은지

### 게스트
- 박미희 (해설위원)
- 최희 (KBS N 아나운서)
- 장새별 (KBS N 아나운서)

### 해설위원
- 김상우 (해설위원)
- 이숙자 (해설위원)
- 한유미 (해설위원)

## 방송 목록
| 시즌    | 출연                           | 출연                   | 출연                                                                     |
| 시즌    | 진행자                         | 게스트, 해설위원       | 코너별                                                                   |
| ------- | ------------------------------ | ---------------------- | ------------------------------------------------------------------------ |
| 2006-07 | 권성욱, 한지연                 | 김완수, 이세호         | 빈칸                                                                     |
| 2014-15 | 신승준, 정인영                 | 박주미, 손기성, 이숙자 | 〈리얼 습격 닥터V〉 김범용, 윤재인                                       |
| 2016-17 | 신승준, 이호근, 조은지, 홍진호 | 손기성, 이숙자         | 〈리얼 습격 닥터V〉 김범용, 김보경 〈아나 vs 아나〉 염상엽, 이향, 이호근 |
| 2017-18 | 조은지, 조진혁                 | 빈칸                   | 빈칸                                                                     |
| 2018-19 | 오효주, 이호근                 | 김상우, 이숙자, 한유미 | 〈V-라이브〉 조은지                                                      |
| 2019-20 | 이호근, 조은지                 | 김상우, 이숙자, 한유미 | <V-라이브>이호근, 조은지                                                 |

## 코너
2019-20 시즌 코너
- 〈주간 리뷰〉
- 〈V-라이브〉
- 〈경기의 재구성〉
- 〈주간 프리뷰 : 이 경기를 주목하라〉
- 〈더플레이어〉

### 이전 코너
2018-19 시즌 코너
- 〈주간 리뷰〉
- 〈경기의 재구성〉
- 〈V-라이브〉
- 〈코트위의 띵작〉
- 〈주간 프리뷰〉

2017-18 시즌 코너
- 〈주간 이슈 베스트 V5〉
- 〈다 같이 산다〉
- 〈재능기부 사랑의 리시브〉
- 〈플레이어스 캠 맨투맨〉
- 〈경기의 재구성〉
- 〈그뤠잇&스튜핏〉

2016-17 시즌 코너
- 〈발리볼 이슈 팡팡〉 → 〈발리볼 UP & DOWN〉
- 〈리얼 습격 닥터V〉
- 〈명승부 다시보기 아나 vs 아나〉 → 〈V랭킹 백구의 왕〉
- 〈힐링 인터뷰 V룸〉 → 〈이호근이 간다!〉

2014-15 시즌 코너
- 〈이번 주 경기 하이라이트〉
- 〈리얼 습격 닥터V〉
- 〈깨톡 인터뷰〉
- 〈발리볼 다이어리 그 날〉

2006-07 시즌 코너
- 〈빅매치 하이라이트〉
- 〈특별한 만남〉
- 〈주간 명장면 베스트〉
- 〈추억의 명승부〉

- 〈선수의 자격〉
- 〈식스센스〉

## 에피소드 목록
| 시즌    | 방송 기간                        | 방송 횟수 |
| ------- | -------------------------------- | --------- |
| 2006-07 | 2007년 1월 12일–                 | 12        |
| 2014-15 | 2015년 1월 16일–2015년 4월 10일  | 15        |
| 2015-16 | 방송되지 않음.                   | 빈칸      |
| 2016-17 | 2016년 10월 24일–2017년 4월 3일  | 24        |
| 2017-18 | 2017년 10월 16일–2018년 3월 19일 | 23        |
| 2018-19 | 2018년 11월 2일–2019년 4월 5일   | 23        |
| 2019-20 | 2019년 10월 28일–2020년 4월 3일  | 23        |

## 같이 보기
- 《주간배구》, SBS 스포츠의 배구 전문 프로그램.